# Alaa Al Dali
Alaa-Aldin Yasin Dali (arab. عَلَاء الدِّيْن يَسٍ دَالِيّ; ur. 3 stycznia 1997 w Hamie) – syryjski piłkarz grający na pozycji napastnika w irackim klubie Naft Maysan SC oraz reprezentacji Syrii. Uczestnik Pucharu Azji 2023.
Cała karierę spędził w krajach arabskich. Grał także m.in. w: irackim Amanat Bagdad, kuwejckim Al-Arabi Kuwejt czy Al-Arabi Kuwejt. W drużynie narodowej zadebiutował 12 listopada 2020 przeciwko Uzbekistanowi. Pierwszą bramkę w kadrze zdobył 24 marca 2022 w meczu eliminacji MŚ 2022 z Libanem. 